# Kortkerosz
Kortkerosz (oroszul: Корткерос, komi nyelven Кöрткерöс) falu Oroszországban, Komiföldön, a Kortkeroszi járás székhelye.
Lakossága: 4624 fő (a 2010. évi népszámláláskor).

## Fekvése
Sziktivkartól kb. 50 km-re északkeletre, a Vicsegda (az Északi-Dvina mellékfolyója) bal partján, magaslaton helyezkedik el. Hídján át vezet a Sziktivkart a keleti Troicko-Pecsorszkkal összekötő közút.
A településtől 3 km-re terül el a Körtti-tó, (jelentése 'vasas, vastartalmú tó)'. A település neve a komi „кöрт” ('vas-') és „керöс” ('domb, hegy') szavakból keletkezett. A vidék egykori lakói a „vastartalmú tó”-ra alapuló vaskészítéssel foglalkoztak. 

## Története
A falu nevét Kortovszkij formában először az 1608. évi összeírás említi. 1747-ben voloszty (közigazgatási egység) központja lett. A szovjet korszakban a Kortkeroszi járást 1939-ben hozták létre. A járás nagy részét erdő, az összterület 6,6%-át pedig mocsár borítja.
1983-ban adták a Vicsegdán átívelő hidat, ezen az autóúton itt végezték a legnagyobb és legnehezebb hídépítő munkát.

## Népesség
- 2002-ben 4 657 lakosa volt, melynek 63%-a komi és 34%-a orosz.
- 2010-ben 4 624 lakosa volt.